# Nickelodeon Kids’ Choice Awards

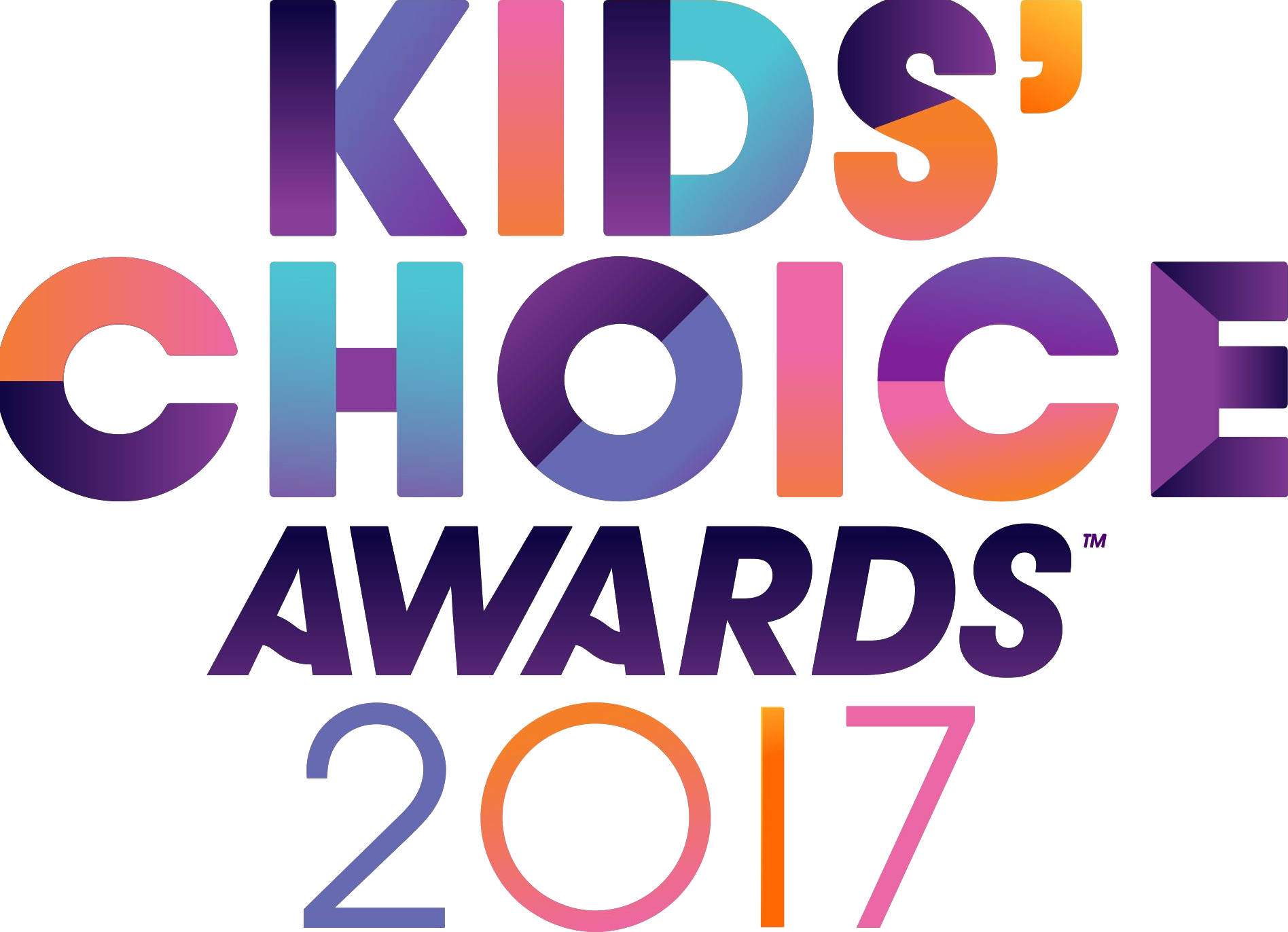
Logo der Verleihung aus dem Jahr 2017

Die Nickelodeon Kids’ Choice Awards (auch bekannt unter dem Kürzel KCA) ist eine US-amerikanische Preisverleihung. In verschiedenen Kategorien werden Blimps, zeppelinförmige Preise mit dem Logo des Senders Nickelodeon, vergeben. Die Verleihung wurde im Jahr 1986 in den Vereinigten Staaten unter dem Namen The Big Ballot geschaffen. Seither findet die Show in den USA jährlich statt und ist fester Bestandteil des Fernsehsenders Nickelodeon. Im deutschsprachigen Raum vergab der Sender Nickelodeon Deutschland im Jahr 1996 und 1997 unter dem Namen Nick Verleihung den orangen Zeppelin. Seit 2007 findet die Preisverleihung nach US-amerikanischem Vorbild in Deutschland statt.
Die Kids Choice Awards werden unter Abstimmung von Kindern und Jugendlichen verliehen. Parallel dazu, gibt es auch noch die Teen Choice Awards, die allerdings nicht in Deutschland ausgestrahlt werden.

## Verleihungen

### Deutschland

#### Kids Choice Awards 2018
- Ort: Europa-Park
- Datum: 6. April 2018
- Moderator: Sascha Quade und Julia Krüger

#### Kids Choice Awards 2019
- Ort: Europa-Park
- Datum: 4. April 2019
- Moderator: Sascha Quade und Lisa und Lena

#### Kids Choice Awards 2020
- Ort: Europa-Park
- Datum: 12. April 2020
- Moderator: Lisa und Lena

### Vereinigte Staaten

#### Nickelodeon Kids’ Choice Awards 1988
- Ort: –
- Datum: 18. April 1988
- Moderator: Tony Danza, Debbie Gibson, Brian Robbins und Dan Schneider

#### Nickelodeon Kids’ Choice Awards 1989
- Ort: –
- Datum: 25. Juni 1989
- Moderator: Nicole Eggert und Wil Wheaton

#### Nickelodeon Kids’ Choice Awards 1990
- Ort: –
- Datum: 23. April 1990
- Moderator: Dave Coulier, Candace Cameron und David Faustino

#### Nickelodeon Kids’ Choice Awards 1991
- Ort: –
- Datum: 22. April 1991
- Moderator: Corin Nemec

#### Nickelodeon Kids’ Choice Awards 1992
- Ort: –
- Datum: –
- Moderator: Paula Abdul

#### Nickelodeon Kids’ Choice Awards 1993
- Ort: –
- Datum: –
- Moderator: Brian Austin Green, Holly Robinson Peete und Tori Spelling

#### Nickelodeon Kids’ Choice Awards 1994
- Ort: Pantages Theatre, Los Angeles
- Datum: 1. Mai 1994
- Moderator: Joey Lawrence, Candace Cameron und Marc Weiner

#### Nickelodeon Kids’ Choice Awards 1995
- Ort: Barker Hangar, Santa Monica[1]
- Datum: 20. Mai 1995
- Moderator: Whitney Houston und Rick Adams

#### Nickelodeon Kids’ Choice Awards 1996
- Ort: Universal Studios Hollywood, Los Angeles
- Datum: 11. Mai 1996
- Moderator: Whitney Houston und Rosie O’Donnell

#### Nickelodeon Kids’ Choice Awards 1997
- Ort: Grand Olympic Auditorium, Los Angeles
- Datum: 19. April 1997
- Moderator: Rosie O’Donnell

#### Nickelodeon Kids’ Choice Awards 1998
- Ort: Pauley Pavilion, Los Angeles
- Datum: 4. April 1998
- Moderator: Rosie O’Donnell

#### Nickelodeon Kids’ Choice Awards 1999
- Ort: Pauley Pavilion, Los Angeles
- Datum: 1. Mai 1999
- Moderator: Rosie O’Donnell

#### Nickelodeon Kids’ Choice Awards 2000
- Ort: Hollywood Bowl, Los Angeles
- Datum: 15. April 2000
- Moderator: Rosie O’Donnell, David Arquette, LL Cool J, Mandy Moore und Frankie Muniz

#### Nickelodeon Kids’ Choice Awards 2001
- Ort: Barker Hangar, Santa Monica
- Datum: 21. April 2001
- Moderator: Rosie O’Donnell

#### Nickelodeon Kids’ Choice Awards 2002
- Ort: Barker Hangar, Santa Monica
- Datum: 20. April 2002
- Moderator: Rosie O’Donnell

#### Nickelodeon Kids’ Choice Awards 2003
- Ort: Barker Hangar, Santa Monica
- Datum: 12. April 2003
- Moderator: Rosie O’Donnell

#### Nickelodeon Kids’ Choice Awards 2004
- Ort: Pauley Pavilion, Los Angeles
- Datum: 3. April 2004
- Moderator: Mike Myers und Cameron Diaz

#### Nickelodeon Kids’ Choice Awards 2005
- Ort: Pauley Pavilion, Los Angeles
- Datum: 2. April 2005
- Moderator: Ben Stiller

#### Nickelodeon Kids’ Choice Awards 2006
- Ort: Pauley Pavilion, Los Angeles
- Datum: 1. April 2006
- Moderator: Jack Black

#### Nickelodeon Kids’ Choice Awards 2007
- Ort: Pauley Pavilion, Los Angeles
- Datum: 31. März 2007
- Moderator: Justin Timberlake

#### Nickelodeon Kids’ Choice Awards 2008
- Ort: Pauley Pavilion, Los Angeles
- Datum: 29. März 2008
- Moderator: Jack Black

#### Nickelodeon Kids’ Choice Awards 2009
- Ort: Pauley Pavilion, Los Angeles
- Datum: 28. März 2009
- Moderator: Dwayne Johnson

#### Nickelodeon Kids’ Choice Awards 2010
- Ort: Pauley Pavilion, Los Angeles
- Datum: 27. März 2010
- Moderator: Kevin James

#### Nickelodeon Kids’ Choice Awards 2011
- Ort: Galen Center, Los Angeles
- Datum: 2. April 2011
- Moderator: Jack Black

#### Nickelodeon Kids’ Choice Awards 2012
- Ort: Galen Center, Los Angeles
- Datum: 31. März 2012
- Moderator: Will Smith

#### Nickelodeon Kids’ Choice Awards 2013
- Ort: Galen Center, Los Angeles
- Datum: 23. März 2013
- Moderator: Josh Duhamel

#### Nickelodeon Kids’ Choice Awards 2014
- Ort: Galen Center, Los Angeles
- Datum: 29. März 2014
- Moderator: Mark Wahlberg

#### Nickelodeon Kids’ Choice Awards 2015
- Ort: Galen Center, Los Angeles
- Datum: 28. März 2015
- Moderator: Nick Jonas

#### Nickelodeon Kids’ Choice Awards 2016
- Ort: The Forum, Inglewood[2]
- Datum: 12. März 2016
- Moderator: Blake Shelton

#### Nickelodeon Kids’ Choice Awards 2017
- Ort: Galen Center, Los Angeles
- Datum: 11. März 2017
- Moderator:  John Cena

#### Nickelodeon Kids’ Choice Awards 2018
- Ort: The Forum, Inglewood
- Datum: 24. März 2018
- Moderator:Dan Schneider

#### Nickelodeon Kids’ Choice Awards 2019
- Ort: Galen Center, Los Angeles
- Datum: 23. März 2019
- Moderator: DJ Khaled

#### Nickelodeon Kids’ Choice Awards 2020
- Ort: –
- Datum: 2. Mai 2020
- Moderator: Victoria Justice

#### Nickelodeon Kids’ Choice Awards 2021
- Ort: Barker Hangar, Los Angeles
- Datum: 13. März 2021
- Moderator: Kenan Thompson

#### Nickelodeon Kids’ Choice Awards 2022
- Ort: Barker Hangar, Los Angeles
- Datum: 9. April 2022
- Moderator: Miranda Cosgrove und Rob Gronkowski

#### Nickelodeon Kids’ Choice Awards 2023
- Ort: Microsoft Theater, Los Angeles
- Datum: 4. März 2023
- Moderator: Nate Burleson und Charli D’Amelio

#### Nickelodeon Kids’ Choice Awards 2024
- Ort: Pauley Pavilion, Los Angeles
- Datum: 13. Juli 2024
- Moderator: SpongeBob und Patrick

#### Nickelodeon Kids’ Choice Awards 2025
(Quelle: )
- Ort: Barker Hangar, Los Angeles
- Datum: 21. Juni 2025
- Moderator: Tyla

## Deutschland

### 2007
Im Sommer 2007 kündigte NICK die ersten deutschen Nick Kids’ Choice Awards an. Veranstaltungsort war der Freizeitpark Movie Park Germany in Bottrop-Kirchhellen. Dort befindet sich auch ein Themenbereich zu den Serien von NICK, das NICK-Land. Moderiert wurde die erste Ausgabe der Awardshow von den Comedians Bürger Lars Dietrich und Elton, sowie von der ehemaligen VIVA- und ZDF-Moderatorin Nela Panghy-Lee. Auftritte hatten die Band US5, die Sängerin LaFee sowie die Sänger Nevio Passaro und Jimi Blue Ochsenknecht.

#### Kategorien, Nominierte und Sieger
Die Gewinner sind fett hervorgehoben.

##### Lieblingsschauspieler
Die Laudatoren in dieser Kategorie waren Mandy und Bahar von der Popgruppe Monrose.
- Jimi Blue Ochsenknecht
- Susan Sideropoulos
- Alexandra Neldel
- Devon Werkheiser
- Jamie Lynn Spears

##### Lieblingssänger
Laudator in dieser Kategorie war der US-amerikanische Serienstar Josh Peck, bekannt aus der Serie Drake & Josh.
- LaFee
- Christina Stürmer
- Mark Medlock
- Nevio Passaro
- Sarah Connor
- Miley Cyrus
- Taio Cruz

##### Lieblingsserie
Die Laudatoren in dieser Kategorie waren Timo und Franky von der deutschen Gruppe Panik (Nevada Tan).
- SpongeBob Schwammkopf
- Gute Zeiten, schlechte Zeiten
- Neds ultimativer Schulwahnsinn
- Schloss Einstein
- Kim Possible

Entgegengenommen wurde der Preis stellvertretend vom Hauptdarsteller der Serie, Devon Werkheiser.

##### Lieblingskinofilm
Laudatorin dieser Kategorie war die Moderatorin Gülcan Kamps.
- Pirates of the Caribbean – Am Ende der Welt
- Shrek der Dritte
- Harry Potter und der Orden des Phönix
- Die Wilden Kerle 4
- Könige der Wellen

Den Preis nahmen stellvertretend die Hauptdarsteller des Films, Anne Mühlmeier, Jimi Blue Ochsenknecht und Wilson Gonzalez Ochsenknecht, entgegen.

##### Lieblingsband
Laudatorin dieser Kategorie war die Sängerin Nena.
- Tokio Hotel
- US5
- Monrose
- Nevada Tan
- Killerpilze

US5 nahm den Preis in unvollständiger Besetzung entgegen, da der Sänger Michael Johnson kurz vor der Awardshow aus der Band ausstieg.

##### Lieblingssportler
- Lukas Podolski
- Michael Ballack
- Birgit Prinz
- Marcel Reif
- Dirk Nowitzki

##### Hidden Talent
Dieser Preis für ein verstecktes Talent wurde von den Kindern direkt vor Ort bestimmt. Der Gewinner dieser Kategorie wird traditionell mit slime übergossen. Laudatorin war Susan Sideropoulos.
- Felix von Jascheroff – Rot werden
- Liza Li – Schielen und dabei die Iris „zittern“ lassen
- Bürger Lars Dietrich – Augenbrauenwelle
- Nela Panghy-Lee – Wackeln mit den Nasenflügeln
- Elton – Imitation von Stefan Raab beim Kunstfliegen

### 2008
Der zweite Deutsche Nick Kids’ Choice Awards fand am 17. Oktober erneut in Bottrop-Kirchhellen statt. Moderiert wurde die Veranstaltung von Nela Panghy-Lee und Bürger Lars Dietrich. Diesmal gab es fünf statt sechs Kategorien, weil Hidden Talent nicht zur Wahl stand. Miranda Cosgrove von iCarly war spezieller Gast und nahm auch den Preis für die Kategorie Lieblingsfernsehsserie entgegen.

#### Kategorien, Nominierte und Sieger
Die Gewinner sind fett gedruckt.

##### Lieblingsband
- US5
- Revolverheld
- Monrose
- Tokio Hotel
- Culcha Candela

##### Lieblingssänger
- LaFee
- Thomas Godoj
- Sarah Connor
- Jimi Blue Ochsenknecht
- Stefanie Heinzmann

##### Lieblingskinofilm
- Kung Fu Panda
- Die Wilden Kerle 5
- Horton hört ein Hu!
- Freche Mädchen
- Asterix bei den Olympischen Spielen

##### Lieblingssportler
- Michael Ballack
- Dirk Nowitzki
- Magdalena Neuner
- Fabian Hambüchen
- Bastian Schweinsteiger

##### Lieblingsfernsehserie
- Avatar – Der Herr der Elemente
- Hannah Montana
- Pokémon
- Gute Zeiten, schlechte Zeiten
- iCarly

##### Lieblingsschauspieler
- Jimi Blue Ochsenknecht
- Miranda Cosgrove
- Michael „Bully“ Herbig
- Josephine Schmidt
- Drake Bell

## Vereinigte Staaten
Nachdem 2009 kein Kids Choice Award stattfand, wird seit 2010 jedes Jahr die US-Show im deutschen Sprachraum mit deutschen Moderatoren übertragen, die vom Orange Carpet berichten und in der Regel den deutschen Preis überreichen.

### 2010
Am 10. April 2010 fand der dritte Nickelodeon Kids Choice Award statt.
Dieses Mal gab es nur drei Kategorien.
Die amerikanische Version wurde mit deutscher Moderation von Nela Panghy-Lee, zwei Wochen nach der Show in Los Angeles, in Deutschland ausgestrahlt.

#### Kategorien, Nominierte und Sieger
Die Gewinner sind fett gedruckt.
| Lieblingsmusiker - Lady Gaga - Justin Bieber - Sportfreunde Stiller - Tokio Hotel - Monrose - Die Ärzte - Manny Marc | Lieblingsschauspieler/in - Taylor Lautner - Jimi Blue Ochsenknecht - Miley Cyrus - Florian Prokop - Jeanette Biedermann - Miranda Cosgrove - Nathan Kress | Lieblingsfernsehserie - Gute Zeiten, schlechte Zeiten (GZSZ) - Hotel Zack & Cody - Das Haus Anubis - SpongeBob Schwammkopf - iCarly |

### 2011
Zusätzlich zu den US-amerikanischen Kategorien kann seit 2011 im deutschsprachigen Raum für den Lieblingsstar: Deutschland, Österreich, Schweiz gestimmt werden. Diese Auszeichnung wurde ebenfalls in Los Angeles vergeben, jedoch nur bei Nickelodeon Deutschland, Nickelodeon Austria und Nickelodeon Schweiz gezeigt. Der deutschsprachige Teil wurde von Franziska Alber und Roman Aebischer moderiert.

#### Kategorien, Nominierte und Sieger
Die Gewinner sind fett gedruckt.

##### Lieblingsstar: Deutschland, Österreich, Schweiz
- Emma Schweiger
- Stefan Raab
- Kristina Dumitru
- Culcha Candela

### 2012
Für Nickelodeon Deutschland und Nickelodeon Österreich berichtete Florian Prokop, für Nickelodeon Schweiz erneut Roman Aebischer.

#### Kategorien, Nominierte und Sieger
Die Gewinner sind fett gedruckt.

##### Lieblingsstar: Deutschland, Österreich, Schweiz
- Franziska Alber
- Nora Tschirner
- Pietro Lombardi
- Tim Bendzko

### 2013
Für Deutschland berichtete Julia Schäfle.

#### Kategorien, Nominierte und Sieger
Die Gewinner sind fett gedruckt.

##### Lieblingsstar: Deutschland, Österreich, Schweiz
- Lena Meyer-Landrut
- Daniele Negroni
- Luca Hänni
- Cro

### 2014
Für Deutschland berichteten die beiden Moderatoren von Nickelodeon Alaaarm, Laura Garde und Sascha Quade.

#### Kategorien, Nominierte und Sieger
Die Gewinner sind fett gedruckt.

##### Lieblingsstar: Deutschland, Österreich, Schweiz
- Elyas M’Barek
- Luca Hänni
- Daniele Negroni
- Thomas Müller

### 2015
Für Deutschland berichteten erneut die beiden Moderatoren von Nickelodeon Alaaarm, Laura Garde und Sascha Quade.

#### Kategorien, Nominierte und Sieger
Die Gewinner sind fett gedruckt.
| Lieblingsstar - Joko und Klaas - Mandy Capristo - Mario Götze - Revolverheld | Lieblings-Videoblogger - Bibis Beauty Palace - Dagi Bee - Die Lochis - Sami Slimani |

### 2016
Für Deutschland berichtete der Nickelodeon-Alaaarm-Moderator Sascha Quade.

#### Kategorien, Nominierte und Sieger
Die Gewinner sind fett gedruckt.
| Lieblingsstar - Cro - Elyas M’Barek - Lena Meyer-Landrut - Mark Forster | Lieblings-Videoblogger - Freshtorge - Dagi Bee - Julien Bam - Kelly MissesVlog |

### 2017
Für Deutschland berichtete der Nick-Moderator Sascha Quade. Nach der Verleihung twitterte Dagi Bee, dass sie „einen anonymen Hinweis aus sicherer Ecke bekommen“ habe, nach dem „gewaltig gepfuscht wurde“. Ihr Freund Eugen Kazakov schrieb dazu, dass er an Stelle der Lochis den Preis nicht angenommen hätte. Die Lochis stritten die Behauptungen nicht ab. Später wurden alle Tweets gelöscht. Ob die Abstimmung wirklich manipuliert wurde, bleibt unklar.

#### Kategorien, Nominierte und Sieger
Die Gewinner sind fett gedruckt.
| Lieblingsstar - Lukas Rieger - Lina Larissa Strahl und Lisa-Marie Koroll - Wincent Weiss - Lena Gercke | Lieblings-Videoblogger - Die Lochis - Dominokati - Julien Bam - Dagi Bee |

### 2018
Der Nick-Moderator Sascha Quade und Julia Krüger moderierten die deutschen Kids Choice Awards 2018.
Die US-amerikanische Show wurde von John Cena moderiert. Außerdem gab es eine Performance von JoJo Siwa und N.E.R.D. Die Gewinner des Abends waren Stranger Things und Jumanji: Willkommen im Dschungel mit jeweils 2 Awards. Die US-amerikanische Show auf Nickelodeon wurde von 1,87 Millionen Menschen verfolgt.

#### Kategorien, Nominierte und Sieger
Die Gewinner sind fett gedruckt.
| Lieblingsband - Fifth Harmony - Twenty One Pilots - Maroon 5 - Coldplay - The Chainsmokers - Imagine Dragons Lieblings TV Show - Stranger Things - KC Undercover - Die Thundermans - The Big Bang Theory - The Flash - Power Rangers Ninja Steel - Fuller House - Henry Danger | Lieblings TV Schauspielerin - Millie Bobby Brown (für Stranger Things) - Zendaya (für K.C. Undercover) - Kaley Cuoco (für The Big Bang Theory) - Lizzy Greene (für Nicky, Ricky, Dicky & Dawn) - Kira Kosarin (für Die Thundermans) - Candace Cameron (für Fuller House) Lieblings TV Schauspieler - Jace Norman (für Henry Danger) - Jack Griffo (für Die Thundermans) - Grant Gustin (für The Flash) - Andrew Lincoln (für The Walking Dead) - Jim Parsons (für The Big Bang Theory) - William Shewfelt (für Power Rangers Ninja Steel) Lieblings Cartoon - Spongebob Schwammkopf - Teen Titans Go! - Willkommen bei den Louds - Die Simpsons - Teenage Mutant Ninja Turtles | Lieblings Sängerin - Demi Lovato - Beyoncé Knowles - Katy Perry - Selena Gomez - Taylor Swift - P!nk Lieblings Sänger - Shawn Mendes - Luis Fonsi - DJ Khaled - Kendrick Lamar - Ed Sheeran - Bruno Mars |

### 2019
Für Deutschland moderierten Lisa und Lena und auch der Nick-Moderator Sascha Quade die Kids Choice Awards 2019, welche am 4. April 2019 im Europa-Park stattfanden.
Die US-amerikanische Verleihung fand am 23. März 2019 auf Nickelodeon statt und wurden von 1,30 Millionen Menschen verfolgt. Die Show wurde vom Rapper DJ Khaled moderiert. Außerdem gab es eine Performance von der Hip-Hop Gruppe Migos. Die Gewinner des Abends waren Avengers: Infinity War, Ariana Grande und Hotel Transsilvanien 3 – Ein Monster Urlaub mit jeweils 2 Awards.

#### Kategorien, Nominierte und Sieger
Die Gewinner sind fett gedruckt.
| Lieblings TV Show - Fuller House - Zuhause bei Raven - Henry Danger - The Big Bang Theory - Camp Kikiwaka - Modern Family Lieblings TV Schauspielerin - Zendaya (für K.C. Undercover) - Millie Bobby Brown (für Stranger Things) - Candace Cameron (für Fuller House) - Kaley Cuoco (für The Big Bang Theory) - Peyton Elizabeth Lee (für Story of Andi) - Raven Symoné (für Zuhause bei Raven) Lieblings TV Schauspieler - Jace Norman (für Henry Danger) - Karan Brar (für Camp Kikiwaka) - Grant Gustin (für The Flash) - Neil Patrick Harris (für Eine Reihe betrüblicher Ereignisse) - Caleb Mclaughlin (für Stranger Things) - Jim Parsons (für The Big Bang Theory) | Lieblings Film - Avengers: Infinity War - Aquaman - Black Panther - The Kissing Booth - Mary Poppins’ Rückkehr - To All the Boys I’ve Loved Before Lieblings Sängerin - Ariana Grande - Selena Gomez - Cardi B - Camila Cabello - Beyoncé Knowles - Taylor Swift Lieblings Sänger - Shawn Mendes - Luke Bryan - DJ Khaled - Drake - Bruno Mars - Justin Timberlake |

### 2020
Die deutschen KCA‘s wurden am 12. April 2020 ausgestrahlt. Wie auch im Vorjahr wurde die Show von Lisa und Lena moderiert.
Die Amerikanische Show war für den 22. März vorgesehen mit Chance the Rapper als TV Host. Außerdem war eine Performance von Justin Bieber und Quavo geplant. Die Zeremonie wurde jedoch aufgrund der COVID-19-Pandemie abgesagt.
Am 2. Mai 2020 fanden die virtuellen KCA‘s „Celebrate Together“ auf Nickelodeon statt. Moderiert wurde die US-amerikanische Show von Victoria Justice. Zahlreiche Gaststars wie unter anderem Ariana Grande, Dove Cameron und auch BTS erschienen zu der Verleihung. Die deutsche Ausstrahlung fand am 17. Mai auf Nick statt.

#### Kategorien, Nominierte und Sieger
Die Gewinner sind fett gedruckt.
| Lieblings TV-Serie (Kids) - Henry Danger - Eine Reihe betrüblicher Ereignisse - All That - Camp Kikiwaka - Power Rangers Beast Morphers - Zuhause bei Raven Lieblings TV-Serie (Familie) - Stranger Things - The Flash - Fuller House - Young Sheldon - Modern Family - The Big Bang Theory Lieblings Cartoon - Spongebob Schwammkopf - Alvinnn!!! und die Chipmunks - Teen Titans Go! - Die fantastische Welt von Gumball - Willkommen bei den Louds - Die Simpsons | Lieblings-Filmschauspielerin - Dove Cameron (für Descendants 3 – Die Nachkommen) - Angelina Jolie (für Maleficent: Mächte der Finsternis) - Zendaya (für Spider-Man: Far From Home) - Brie Larson (für Captain Marvel) - Taylor Swift (für Cats) - Scarlett Johansson (für Avengers: Endgame) Lieblings-Filmschauspieler - Dwayne Johnson (für Jumanji: The Next Level und Fast & Furious: Hobbs & Shaw) - Will Smith (für Aladdin) - Chris Evans (für Avengers: Endgame) - Chris Hemsworth (für Avengers: Endgame und Men in Black: International) - Kevin Hart (für Jumanji: The Next Level) - Tom Holland (für Spider-Man: Far From Home) Lieblings-Sängerin - Ariana Grande - Selena Gomez - Billie Eilish - Beyoncé Knowles - Katy Perry - Taylor Swift |